# Палаты Голицына в Охотном Ряду

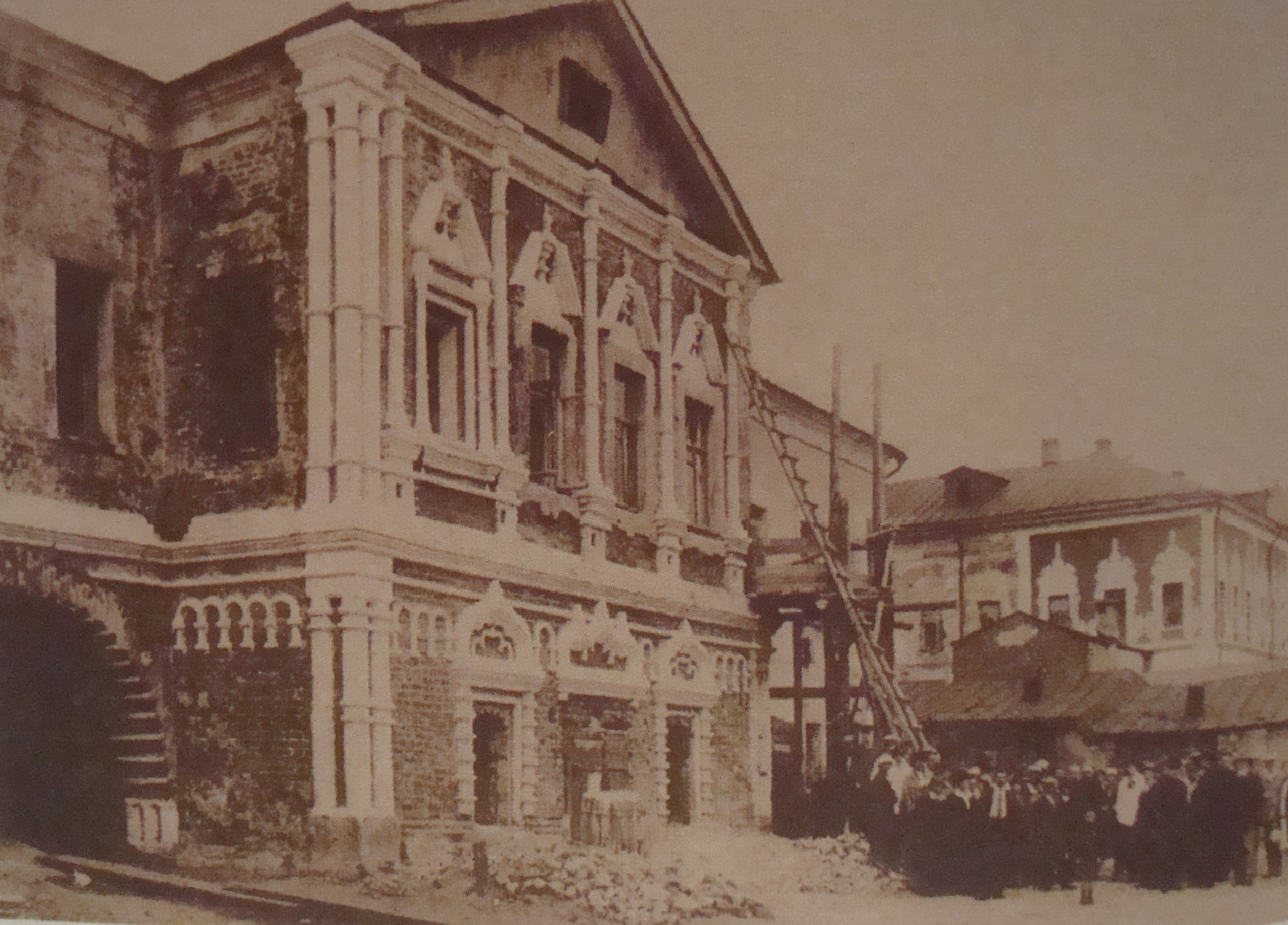
Палаты В. В. Голицына в Охотном ряду. Дворцовый фасад. Около 1926 года

Палаты князя В. В. Голицына — каменный дворец князя Василия Васильевича Голицына, находившийся на Охотном ряду, на территории нынешнего комплекса зданий Государственной думы РФ. Яркий памятник гражданской архитектуры московского барокко конца XVII века, был снесён в начале 1930-х годов.
Палаты Голицына были возведены во время политического взлёта Голицына в правление Софьи Алексеевны (1680-е годы). Протяжённое здание каменных палат с надстроенным деревянным верхним этажом было увенчано многими «кровками» и шатром, украшено золочёными резными прапорами. Роскошь интерьеров Голицынских палат была таковой, что польский дипломат, француз по происхождению де Невиль писал: «Дом Голицына — один из великолепнейших в Европе». С востока усадьба Голицына граничила с не менее богатым двором Ивана Борисовича Троекурова, палаты которого сохранились до наших дней. После опалы Василия Голицына его дом отошёл в казну, а комнаты и находящееся в них имущество были подробно описаны, оценены и приобщены к «Розыскным делам о Фёдоре Шакловитом и его сообщниках». В 1691 году палаты Голицына были пожалованы сыновьям грузинского царя Александру и Матвею Арчиловичам.
В XVIII веке дом принадлежал внуку Арчила Бакару Вахтанговичу, из-за чего назывался иногда «Бакаровым домом». В 1761 году в доме был устроен торжественный приём в честь грузинского царя Теймураза II, направлявшегося с дипломатической миссией в Санкт-Петербург. Палаты переходили по наследству, в XIX веке потомки грузинских царей сдавали их внаём. После того, как в 1871 году дом был продан, по выражению Владимира Гиляровского, «какому-то купцу», весь декор XVII века был срублен, так как мешал ремонту, были сломаны и остатки галереи, соединявшей дом с храмом Параскевы Пятницы. В результате палаты Голицына были переделаны до неузнаваемости, а к началу XX века в угрюмом здании помещались рыбокоптильня и извозчичий двор.
Архитектурный путеводитель по Москве 1913 года сообщал, что дом Голицына в Охотном Ряду «не уцелел» — однако обследование дома с рыбокоптильней в 1918 году привело к обнаружению старинных внутристенных лестниц, сводчатых помещений и подвалов. Палаты Голицына полностью сохранили старинную внутреннюю планировку. В 1920 году комиссия «Старая Москва» хлопотала об устройстве в них музея. В течение 1920-х годов палаты были отреставрированы под руководством Петра Барановского. Под толстым слоем штукатурки были вскрыты следы роскошного декоративного убранства фасадов — белокаменных наличников, колонок, фриза. Но в связи с реконструкцией центра Москвы уже к 1934 году по решению городских властей здание было полностью снесено — следом за находившейся по соседству церковью Параскевы Пятницы, бывшим домовым храмом Голицыных. Не спасло оба памятника архитектуры и заступничество академика Игоря Грабаря, писавшего в 1925 году:
В последнее время ходили слухи о чудовищном проекте сломки… зданий и постройки на всем протяжении от Дома Союзов до Тверской гигантского небоскреба для Госбанка. Слухи эти встревожили всех любителей московской старины. Действительно, что может быть нелепее с точки зрения азбуки целесообразного городского строительства, как это ненужное строительное уплотнение и без того уплотненного центра, с неизбежным затемнением окружающей местности. Не застраивать небоскребами надо этот центр, а наоборот, раскрыть его следует, удалив мешающие наросты, облепившие со всех сторон усадьбы Голицына и Троекурова.
В 1932—1935 годах на месте палат и церкви по проекту архитектора А. Я. Лангмана выстроили здание Совета Труда и Обороны.